# 32. People’s Choice Awards-gála
Az 32. People’s Choice Awards-gála a 2005-ös év legjobb filmes, televíziós és zenés alakításait értékelte. A díjátadót 2006. január 10-én tartották a kaliforniai Shrine Auditoriumban, a műsor házigazdája Craig Ferguson volt. A ceremóniát a CBS televízióadó közvetítette.

## Győztesek és jelöltek
Forrás:
| Az év új tévévígjátéka | Az év filmes dala |
| --- | --- |
| - A nevem Earl - Így jártam anyátokkal - Mindenki utálja Christ                                                                                 | - Jessica Simpson - These Boots Are Made for Walkin' (Hazárd megye lordjai) - Amerie - 1 Thing (A randiguru) - Nelly - Errtime (Csontdaráló)                            |
| Az év drámája | Az év legviccesebb férfi sztárja |
| - Star Wars III. rész – A sithek bosszúja - Carter edző - Batman: Kezdődik!                                                                     | - Adam Sandler - Chris Rock - Will Smith |
| Az év férfi akciófilm-sztárja | Az év filmje |
| - Matthew McConaughey - Szahara - Brad Pitt - Mr. és Mrs. Smith - Dwayne Johnson - Doom                                                         | - Star Wars III. rész – A sithek bosszúja - Batman: Kezdődik! - A randiguru                                                                                             |
| Az év férfi tévés sztárja | Az év turnéja |
| - Ray Romano - Szeretünk Raymond - Charlie Sheen - Két pasi – meg egy kicsi - Kiefer Sutherland - 24                                            | - U2 - Green Day - Paul McCartney |
| Az év éjszakai beszélgetős műsorvezetője | Az év női előadója |
| - Jay Leno - David Letterman - Conan O’Brien | - Kelly Clarkson - Faith Hill - Gwen Stefani |
| Az év férfi filmsztárja | Az év férfi előadója |
| - Johnny Depp - Charlie és a csokigyár - Nicolas Cage - Fegyvernepper és Az időjós - Denzel Washington                                          | - Tim McGraw - Toby Keith - Jordan Cahill - Usher |
| Az év vígjátékműsora | Az év legviccesebb női sztárja |
| - Szeretünk Raymond - Azok a 70-es évek show - A Simpson család                                                                                 | - Ellen DeGeneres - Drew Barrymore - Queen Latifah |
| Az év családi filmje | Az év női filmsztárja |
| - Charlie és a csokigyár - Csodacsibe - Madagaszkár - Gorillabácsi                                                                              | - Sandra Bullock - Ütközések és Beépített szépség 2. – Csábítunk és védünk - Angelina Jolie - Mr. és Mrs. Smith - Nicole Kidman - Földre szállt boszorkány és A tolmács |
| Az év vígjátéka | Az év drámaműsora |
| - Ünneprontók ünnepe - A randiguru - Csontdaráló                                                                                                | - CSI: A helyszínelők - Született feleségek - Esküdt ellenségek: Különleges ügyosztály                                                                                  |
| Az év együttese | Az év beszélgetős műsora |
| - Green Day - The Black Eyed Peas - Destiny’s Child                                                                                             | - The Ellen DeGeneres Show - Live with Regis and Kelly - The Oprah Winfrey Show                                                                                         |
| Az év női tévés sztárja | Az év legjobb haja |
| - Jennifer Garner - Alias - Teri Hatcher - Született feleségek - Jennifer Love Hewitt - Szellemekkel suttogó                                    | - Faith Hill - Jennifer Garner - Nicole Kidman |
| Az év realityje | Az év vezető színésze |
| - A nagy házátalakítás - Extreme Makeover - Segítség, szülő vagyok!                                                                             | - Brad Pitt - Jamie Foxx - Adam Sandler |
| Az év legjobban kinéző sztárja | Az év vezető színésznője |
| - Jennifer Aniston - Angelina Jolie - Reese Witherspoon                                                                                         | - Reese Witherspoon - Ha igaz volna és A nyughatatlan - Cameron Diaz - Egy cipőben - Renée Zellweger - A remény bajnoka                                                 |
| Az év duója | Az év versenyshowja |
| - Vince Vaughn és Owen Wilson - Ünneprontók ünnepe - Angelina Jolie és Brad Pitt - Mr. és Mrs. Smith - Chris Rock és Adam Sandler - Csontdaráló | - American Idol - Fear Factor - Survivor |
| Az év mosolya | Az év női akciófilm-sztárja |
| - Cameron Diaz - Drew Barrymore - Queen Latifah                                                                                                 | - Jennifer Garner - Elektra - Angelina Jolie - Mr. és Mrs. Smith - Catherine Zeta-Jones - Zorro legendája                                                               |
| Az év új drámaműsora | |
| - A szökés - Az elnöknő - Gyilkos elmék | |

## Fordítás
- Ez a szócikk részben vagy egészben  a(z)   32nd People's Choice Awards című angol Wikipédia-szócikk fordításán alapul.  Az eredeti cikk szerkesztőit annak laptörténete sorolja fel. Ez a jelzés csupán a megfogalmazás eredetét és a szerzői jogokat jelzi, nem szolgál a cikkben szereplő információk forrásmegjelöléseként.